# Péninsule de Bukit

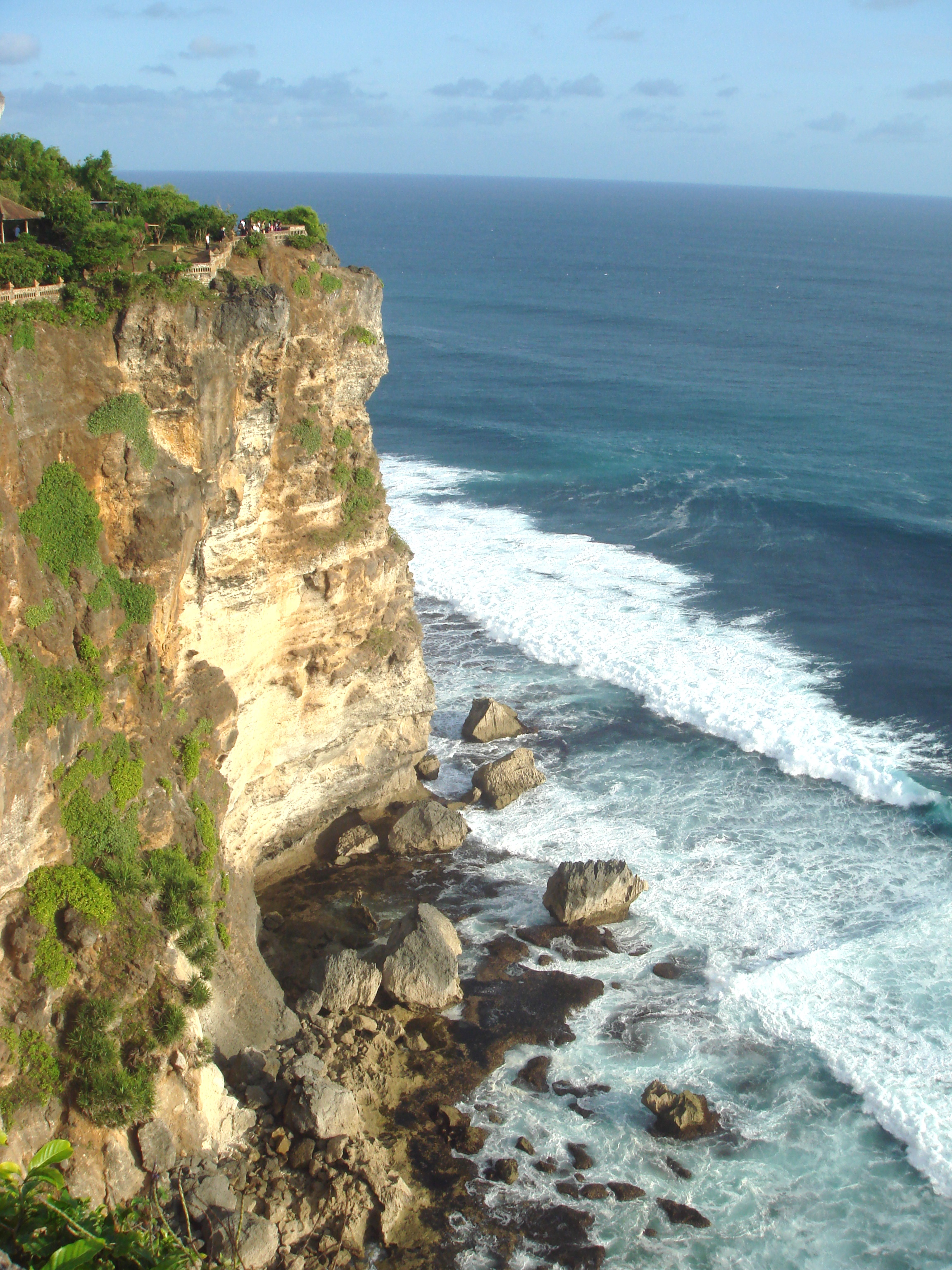
Falaises de Uluwatu.

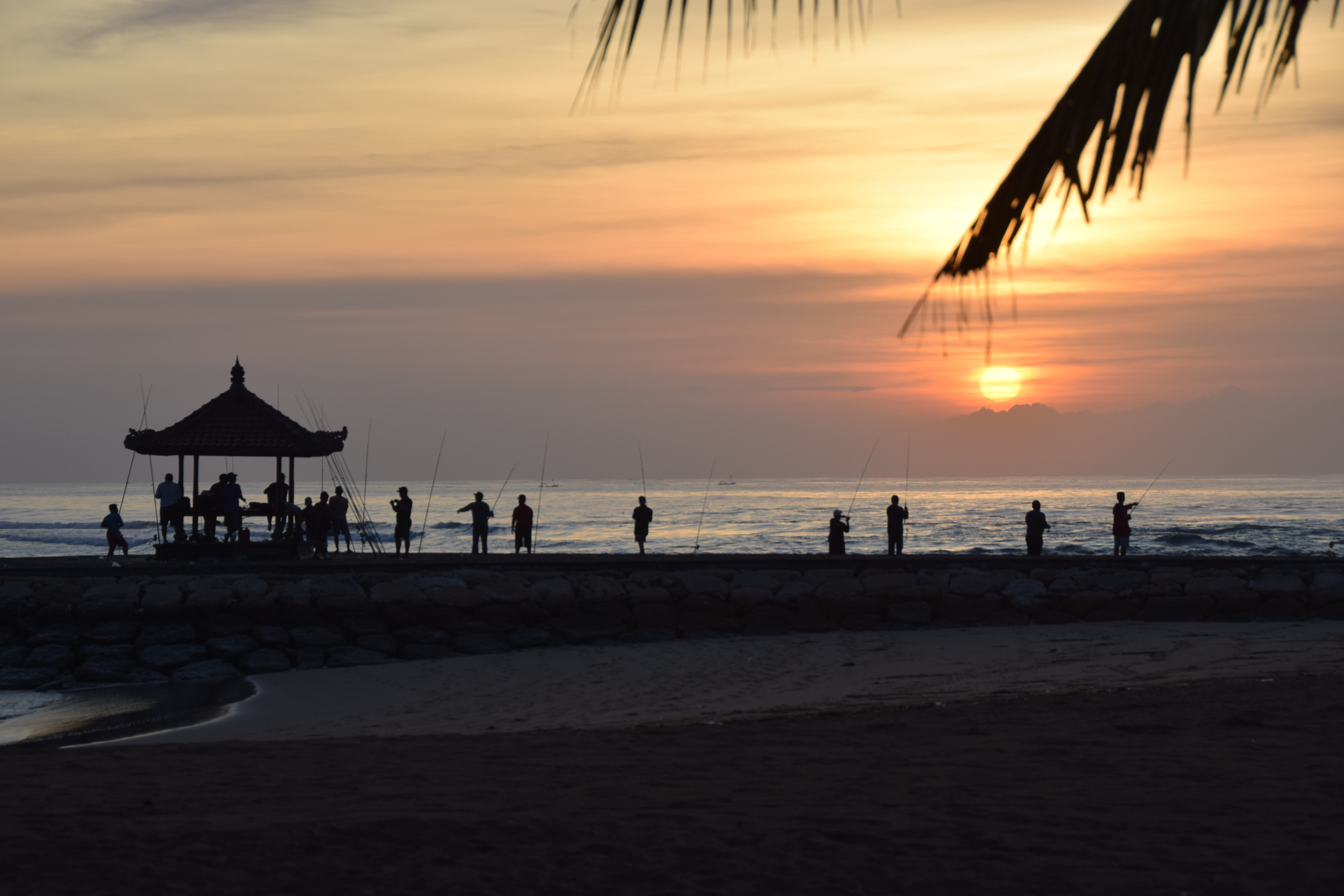
Pêcheurs au lever du soleil sur la plage de Nusa Dua

La péninsule de Bukit est située à l'extrémité sud de l'île de Bali, en Indonésie. Elle comprend la partie sud de la plage de Jimbaran. Contrairement à la majeure partie du reste de l'île, l'endroit est sec, et le paysage aride et rocailleux. 

## Économie
Le gouvernement indonésien a encouragé le développement de la région avec des installations touristiques haut de gamme. La région est très prisée des surfeurs. Pour en améliorer l'accès, le pont de Bali Mandara est ouvert en 2013. La péninsule est administrée par le district de Kuta Sud. Elle a bénéficié d'investissements à grande échelle et d'une forte croissance dans les années 2000, essentiellement en raison de sa proximité avec l'aéroport international Ngurah Rai (le seul international à Bali) et des vues magnifiques sur l'océan depuis les falaises. En 2006, un nouveau terrain de golf (Bali 4e) a été construit. Le Bukit accueille actuellement des hôtels internationaux.